# Melochia werdermannii
Melochia werdermannii är en malvaväxtart som beskrevs av Goldberg. Melochia werdermannii ingår i släktet Melochia och familjen malvaväxter. Inga underarter finns listade i Catalogue of Life.